# 森嶋あんり
森嶋 あんり（もりしま あんり、2001年12月2日 - ）は、日本のグラビアアイドル、アイドル。日韓ハーフのタレント、女性アイドルグループ・「＃2i2」のメンバー（白色担当）。ゼロイチファミリア所属。群馬県伊勢崎市出身。

## 略歴
高校1年生よりコスプレイヤー活動を開始。SNSでゼロイチファミリアからオファーをもらうが、芸能活動に興味を持っていなかったため、しばらく無視をしていた。人間関係の問題から高校2年で転校を決意するが、ここで転校の口実として芸能事務所からのメールを学校側へ伝える。
2019年4月26日発売の漫画雑誌「ヤングアニマル」の別冊付録写真集「女子高生×美少女」にて本格グラビアデビュー。
2020年3月12日、関西テレビにて放送された『エ・キ・ス・ト・ラ!!!』9話に出演。初ドラマ出演を果たす。
2020年6月8日 - 6月28日にSHOWROOMにて行われた「初心者女性限定スタートダッシュイベント」にて1位獲得。合計ポイントは"3668743pt"、2位の配信者と約40万pt差つける好成績。
2020年9月22日、Twitterフォロワー数10万人を突破した。
2020年11月8日、同年7月31日に目標を立てたSHOWROOM連続配信100日を達成した。（7月31日より配信を開始したが、配信時間が15分未満だったためカウントされていない。）
2020年11月26日、所属事務所ゼロイチファミリアの第2のアイドルグループである「＃2i2」(読み方：ニーニ)の002：白色担当としてアイドルグループ加入が発表。中学生からアイドルに憧れ、たくさんのオーディションを受けたが全て不合格。諦めていた中、同事務所の第1のアイドルグループ「＃ババババンビ」が発足、それを機に夢を叶えるべく奮闘。結果アイドルデビューが決定。
2020年12月3日、週刊ヤングジャンプにて巻頭＆巻末グラビアとともに初の表紙を飾り、正式に「#2i2」：002：白色担当：森嶋あんりとしてアイドルデビューを果たした。
2021年5月6日、森嶋あんり初のフォトブックとなる「Summer Phase」が発売。
2023年6月29日、TIF2023の「ソロTIF『うたチャン2023』」において勝者となり、同年8月3日にWinkの「淋しい熱帯魚」（カバー）をデジタルリリース。
2024年12月11日、初のソロ曲となる「Runway」をデジタルリリース。

## 人物
- 趣味：多趣味（洋服・辛い物を食べる事等）
- 特技：音ゲー・お菓子づくり・犬と仲良くなること・蚊をつぶすこと・耳がいい・お化粧・チェキが盛れる
- 好きなたべもの：おつまみ・珍味・朝鮮料理
- 嫌いなたべもの：焼き菓子全般(最近食べるようになった)
- 好きなアニメ：『CLANNAD』[7]
- チャームポイント：修正いらずの肌[7]、涙ボクロ、谷間のホクロ、もちふにほっぺ
- キャッチコピー：日本一推して楽しい女[7]、群馬が産んだ白雪姫
- #2i2の担当カラー：白色
- ペット：ヒョウモントカゲモドキ:せんまい(マックスノー アルビノ エクリプス)、猫:けだま(ブリティッシュショートヘア)

## 作品

### 配信楽曲
| # | 配信開始日     | タイトル     | 販売形態               | 備考                                        |
| - | -------------- | ------------ | ---------------------- | ------------------------------------------- |
| 1 | 2023年08月03日 | 淋しい熱帯魚 | デジタル・ダウンロード | Winkのカバー、TIF2023「うたチャン」勝者特典 |
| 2 | 2024年12月11日 | Runway       | デジタル・ダウンロード |                                             |

### フォトブック
- Summer Phase（2021年5月6日、AiconiQ）

## 出演

### 雑誌
- ヤングアニマル（白泉社）
  - （2019年No.9・10号） - 別冊写真集「女子高生×美少女」、付録DVD
  - （2019年No.19号） - 巻末グラビア
  - （2020年No.03号） - 付録DVD
- 月刊エンタメ（徳間書店）
  - （2019年11月号） - 美女軍団「ゼロイチファミリア」がお気に入りの私服と秘蔵OFFショットを紹介!
  - （2020年11月号） - グラビア「魁!ゼロイチ学園 3時間目」
  - （2021年3・4月合併号） - #2i2ラボ #001「#2i2 十味&森嶋あんり 2人きりの撮影会」
  - （2021年8月号） - #2i2ラボ #004「#2i2 森嶋あんり&奥ゆい」
  - （2021年9・10月合併号） - グラビア「魁！ゼロイチ学園」先行カット
  - （2021 - 2022年12・1月号） - #2i2ラボ #007「#2i2 森嶋あんり&奥ゆい」
  - （2022年2月号） - #2i2ラボ #008「#2i2 森嶋あんり&奥ゆい」
  - （2022年3・4月合併号） - #2i2ラボ #009「#2i2 十味&森嶋あんり&奥ゆい&天羽希純」
  - （2022年6・7月合併号） - #2i2ラボ #011「#2i2 森嶋あんり&天羽希純」
  - （2022年8月号） - #2i2ラボ #012「#2i2 十味&森嶋あんり」
  - (2022 - 2023年12・1月合併号） - #2i2ラボ #015「#2i2 森嶋あんり&奥ゆい」
- 週刊プレイボーイ（集英社）
  - （2019年11月11日号No.45） - グラビア「17歳の衝撃」、グラビアインタビュー
  - （2021年4月5日号No.14号） - ゼロイチジャック号
- 週刊ヤングマガジン（2019年12月2日号No.51、講談社） - 巻末グラビア
- Platinum FLASH×ゼロイチファミリア（光文社） - ゼロイチジャック号
- B.L.T.（東京ニュース通信社）
  - （2020年4月号） - グラビア「浴衣&水着 秘密の小旅行」
  - （2021年2月号） - 別冊付録② ゼロイチファミリア×B.L.T. 2021カレンダーブック
  - ゼロイチジャック版（2021年3月号増刊） - ゼロイチジャック号、HMV特典ポストカード
- 月刊アームズマガジン（2020年5月号No.383号、ホビージャパン） - CHEERZコラボ
- smart×01familia PHOTO & DVD BOOK（宝島社） - ゼロイチジャック号
- ゼロイチファミリア×スピリッツ40周年メモリアルブック（小学館） - ゼロイチジャック号
- 週刊ヤングジャンプ（集英社）
  - （2021年1月1日号No.1号） - 表紙、巻頭、巻末グラビア
  - （2021年7月1日号No.29号） - 表紙、巻頭、巻末グラビア
  - （2023年3月2日号No.12号） - 巻末グラビア
- FLASHスペシャル グラビアBEST（2021年新年号、光文社） - 裏表紙、グラビア
- 別冊ヤングチャンピオン（秋田書店）
  - （2021年4月号） - センターグラビア
  - （2021年6月号） - 付録「アイドルDVD」
- EX大衆（2021年4月号、双葉社） - インタビュー「『人間らしさ』と『アイドルらしさ』」
- グラビアザテレビジョン（Vol.55、カドカワ） - グラビア
- 「BOMB Love Special 2021」OP SPECIAL（2021年10月号別冊、ワン・パブリッシング） - グラビア「ゼロイチ秘密コラボ」
- 魁!!ゼロイチ学園ビジュアルブック エンタメ（2021年10月号増刊、徳間書店） - ゼロイチジャック号
- ビッグコミックスペリオール（2022年1月28日号No.853号、小学館） - 表紙、巻頭グラビア「スペリオール・ヒロイン×ゼロイチファミリア 4大コスプレ」（『太陽と月の鋼』月）
- ヤングガンガン（2023 No.04、スクウェア・エニックス） - 巻末グラビア
- BUBUKA(ブブカ)（2023年04月号、白夜書房） - グラビア
- DOLCE(ドルチェ)（Vol.6 白夜ムック692、白夜書房） - 裏表紙、グラビア

### テレビドラマ
- エ・キ・ス・ト・ラ!!! 第9話「エキストラBoys & Girls」（2020年3月12日、関西テレビ）[8][9] - カップル 役

### ウェブ番組
- 東京スタイルTV #24・#33・#46（2018年12月18日・2019年7月27日・2020年9月19日、YouTube：東京スタイルチャンネル）

### CM
- JT スペシャルムービー「想うた 仲間を想う」篇（2019年2月22日 - 、日本たばこ産業）[10]
- さよならの向う側 PV（マイクロマガジン社）[11][12]